# Banu Alfurate
Banu Alfurate (Banu'l-Furat ou Banul Furat) ou Banu Alfurate (Banu al-Furat) foram uma família sunita de funcionários civis do Califado Abássida no final do século IX e começo do X, vários deles desempenhando a função de vizir. Nas fontes, os membros da família são frequentemente simplesmente designados como ibne Alfurate. Junto com seus rivais, os Banu Aljarrá, eles controlaram o governo central do califado nas primeiras décadas do século X. Seus membros notáveis foram:
- Abu Alabas Amade ibne Maomé ibne Muça ibne Haçane ibne Alfurate (m 904), ministro fiscal chefe dos califas Almutadide (r. 892–902) e Almoctafi (r. 902–908) até sua morte;
- Alboácem Ali ibne Maomé ibne Muça ibne Haçane ibne Alfurate (855–924), originalmente representante de seu irmão Amade, vizir em 908–912, 917–918 e 923–924. Deposto e executado com seu filho Moacim devido a seus abusos de poder em julho em 924;
- Abu Alcatabe Jafar ibne Maomé ibne Muça ibne Haçane ibne Alfurate (m. 909/910), chefe do departamento fundiário do Oriente e Ocidente de 908 até sua morte;
- Abu Alfaite Alfadle ibne Jafar ibne Alfurate (m. 938), também conhecido como ibne Hinzaba, manteve vários postos nos ministérios fiscais da receita fundiária e foi vizir por alguns meses em 932 e em 937;
- Abu Alfadle Jafar ibne Alfadle ibne Alfurate (r. 921–1001), vizir dos iquíxidas do Egito, manteve a administração durante os últimos anos antes da conquista do país pelos fatímidas.